# アゼルバイジャン・ソビエト社会主義共和国の国歌
アゼルバイジャン・ソビエト社会主義共和国の国歌（アゼルバイジャン語: Азәрбајҹан Совет Сосиалист Республикасынын Дөвләт Һимни）とは、ソビエト連邦構成共和国であるアゼルバイジャン・ソビエト社会主義共和国の国歌である。